# Sant Pere de Mirambell
Sant Pere de Mirambell és una església de Calonge de Segarra (Anoia) inclosa a l'Inventari del Patrimoni Arquitectònic de Catalunya.

## Descripció
És una església aïllada, situada sota el castell i enmig d'una plaça que estructura el nucli urbà del petit poble de Mirambell.
Es tracta d'un edifici d'una sola nau, planta rectangular, coberta interior amb volta d'aresta, capelles laterals i capçalera plana. La teulada de l'edifici, resta coberta a un vessant, a la part anterior, i a doble vessant, la seva part posterior. ambdós realitzades amb teula àrab.
L'accés a la porta d'ingrés es realitza mitjançant dos graons. Aquesta porta presenta una estructura d'arc rebaixat realitzada amb carreus mitjans. A la clau d'arc d'aquesta, destaca un relleu que dibuixa una tiara papal. En un carreu pròxim a la porta d'ingrés ens apareix incís una data amb lletres romanes que corresponen a l'any 1887. Damunt d'aquesta porta d'ingrés se situa una fornícula que acull una escultura amb pedra de Sant Pere. Per sobre de la fornícula, se situa una cartel·la clavada a la pedra de la façana on es llegeix IGLESIA/PARROQUIAL/Sº PEDRO DE/MIRAMBELL. Finalment, se situa un òcul motllurat decorat amb vitralls.
A un angle de la façana d'ingrés a l'edifici, sobresurt l'estructura d'un campanar de planta quadrada, format per un sol cos, i tres ulls d'arc de mig punt, amb coberta plana.
L'obra presenta un parament paredat de pedra irregular i rejunt de morter, sobre el qual encara resten alguns trams d'un fi arrebossat, descarnat amb el pas del temps.
Edifici de planta rectangular i campanaret a un costat de la façana amb coberta piramidal. Per la part davantera la cobertura de l'església és a un vessant i a dos vessants a la part posterior.
La façana té una entrada d'arc rebaixat adovellat amb pedra picada, nínxol amb imatge de Sant Pere i un petit rosetó; conservà en algunes zones, l'arrebossat que cobria les pedres de la construcció.

## Història
Sota el castell del poble i arran d'una reordenació de les funcions eclesiàstiques portades a terme l'any 1878. es va començar a construir la nova església parroquial de Sant Pere de Mirambell, i on es va celebrar culte per primera vegada, l'any 1890.
Aquesta església venia substituir l'antiga església parroquial romànica de Sant Pere i Sant Sadurní, situada al cementiri del poble